# (1917) Cuyo
Pour les articles homonymes, voir Cuyo.
(1917) Cuyo (aussi nommé 1968 AA) est un astéroïde Amor, découvert le 1er janvier 1968 par Carlos Ulrrico Cesco et Arturo G. Samuel au Complejo Astronómico El Leoncito, en Argentine. 
Il a été nommé d'après l'Université argentine de Cuyo.